# Yorgos Javellas
Yorgos Javellas (in greco Γιώργος Τζαβέλλας?, traslitterato anche Giorgos Tzavellas, Yiorgos Tzavellas e George Tzavellas; Atene, 1916 – Atene, 18 ottobre 1976) è stato un regista e sceneggiatore greco.

## Biografia
Considerato da Georges Sadoul uno dei più influenti registi greci del suo periodo, ha diretto nella sua carriera ventisei pellicole cinematografiche.

## Filmografia
- Antigoni (1961)

## Premi e riconoscimenti
Festival internazionale del cinema di Berlino
- 1961: - Nominato all'Orso d'oro per  Antigoni